# Be Ever Wonderful
《Be Ever Wonderful》은 대한민국의 3인조 걸 그룹 가수 《S.E.S.》가 일본에서 발매한 2번째 정규 음반이다.

## 설명
- 오리콘 주간차트에서 최고순위 93위, 판매량은 2,760장을 기록했다.
- 일본 2집 앨범 《Be Ever Wonderful》 San Jose 키노쿠니야 미쯔와점(레코드점)의 2000년 상반기 앨범 매상에서 14위를 기록했다.

## 트랙 리스트
1. Brand New☆World
2. Do & Be(Shoo Solo)
3. A Song For You(Sea Solo)
4. W/O/U(Without U, Eugene Solo)
5. Love~いつまでも~オンジェ·_カジナ
6. To: My Sweety Lover
7. 海のオ-ロラ(Album Ver.)
8. Life~This is the power
9. Miracle
10. Round & Round
11. Love~いつまでも~オンジェ·_カジナ(Grass Roots Mix)